# Palisota ambigua
Palisota ambigua är en himmelsblomsväxtart som först beskrevs av Ambroise Marie François Joseph Palisot de Beauvois, och fick sitt nu gällande namn av Charles Baron Clarke. Palisota ambigua ingår i släktet Palisota och familjen himmelsblomsväxter. Inga underarter finns listade.